# ميشيل ناردي
ميشيل ناردي هو لاعب كرة قدم إيطالي في مركز حراسة المرمى، ولد في 9 يوليو 1986 في تشيزينا في إيطاليا. لعب مع نادي بارما ونادي سيينا.

## وصلات خارجية
- ميشيل ناردي على موقع قاعدة بيانات كرة القدم.إي يو (الإنجليزية)
- ميشيل ناردي على موقع Soccerway.com (الإنجليزية)